# Laura Mennell

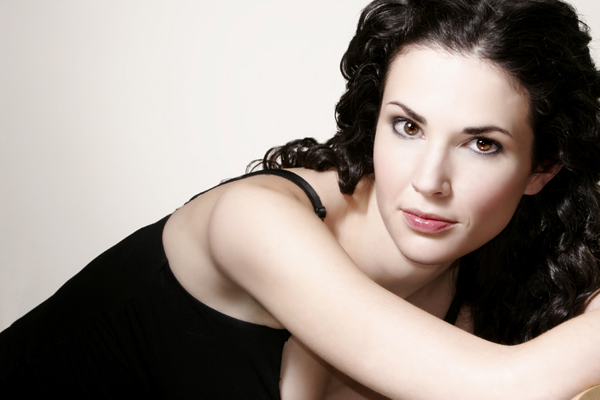
Laura Mennell.

Laura Mennell, född 18 april 1980 i Surrey, British Columbia, Kanada, är en kanadensisk skådespelare. Mennell är känd som skådespelare i filmer och TV-serier såsom Alphas, Haven, Loudermilk, The Man in the High Castle och Watchmen. Hon är kusin till skådespelaren Alan Young. Mennell är vegetarian och talar flytande franska.

## Filmografi (i urval)
- Thirteen Ghosts (2001)
- 11:11 (2004)
- Trick 'r Treat (2007)
- Watchmen (2009)
- Driven to Kill (2009)